# Deelbaar
Een (geheel) getal is deelbaar door een ander (geheel) getal als bij de deling de rest 0 is. Zo is 125 deelbaar door 5, want 125 : 5 = 25 rest 0 en is 128 niet deelbaar door 7.

## Algemene schrijfwijze
Dat een getal a deelbaar is door n wordt geschreven als:
{\displaystyle n\mid a}
a is een veelvoud van n, dus {\displaystyle n\cdot k=a}, waarbij n, k en a natuurlijke getallen zijn: {\displaystyle \{n,k,a\}\in \mathbb {Z} }
dan is ook: {\displaystyle 0\equiv a{\bmod {n}}}

## Kenmerken van deelbaarheid
Er zijn verschillende tests om te zien of een getal deelbaar is. Die tests zijn over het algemeen gebaseerd op bewerkingen met de cijfers van een getal; daardoor zijn de tests afhankelijk van het talstelsel, alhoewel de deelbaarheid zelf dat natuurlijk niet is. In het decimale talstelsel kent men onder andere de volgende tests voor deelbaarheid. Een getal is deelbaar door:
- 2 als het laatste cijfer 0, 2, 4, 6 of 8 (dat wil zeggen even) is,
- 3 als de cijfersom deelbaar is door 3; deze test kan herhaald worden voor de cijfersom, als die te groot is om deelbaarheid door 3 direct vast te stellen,
- 4 als het getal van de laatste twee cijfers deelbaar door 4 is (3040 is deelbaar door 4 omdat 40 deelbaar door 4 is),
- 5 als het getal eindigt op 0 of 5,
- 6 als het getal even is en deelbaar door 3,
- 7 als het getal, dat verkregen wordt door het laatste cijfer weg te laten en 2 maal af te trekken van het getal gevormd door de overblijvende cijfers, deelbaar is door 7. Zo is bijvoorbeeld. 364 deelbaar door 7, want 36 − 2 × 4 = 28 is deelbaar door 7. Deze bewerking komt er immers op neer dat men het 21-voud van het laatste cijfer aftrekt van het onderzochte getal, en elk 21-voud is deelbaar door 7. Deze test kan herhaald worden voor het verkregen getal, als dat te groot is om deelbaarheid door 7 direct vast te stellen,
- 8 als het getal van de laatste drie cijfers (de rest bij deling door 1000) deelbaar door 8 is,
- 9 als de cijfersom deelbaar is door 9; deze test kan herhaald worden voor de cijfersom, als die te groot is om deelbaarheid door 9 direct vast te stellen
- 10 als het laatste cijfer een 0 is,
- 11 als het resultaat, verkregen door de cijfers afwisselend op te tellen en af te trekken, deelbaar door 11 is (bij herhaald uitvoeren van de procedure komt men uit op 0). Bijvoorbeeld: 2.454.232 is deelbaar door 11, want 2 − 4 + 5 − 4 + 2 − 3 + 2 = 0,
- 12 als het getal zowel deelbaar is door 3 als door 4.
- 13 als het getal, dat verkregen wordt door achtereenvolgens het laatste cijfer weg te laten, dat cijfer op te tellen bij het getal gevormd door de overblijvende cijfers, en af te trekken van de tientallen daarvan, deelbaar is door 13. Zo is bijvoorbeeld 572 deelbaar door 13, want 57 + 2 − 10 × 2 = 39 is deelbaar door 13. Deze bewerking komt er immers op neer dat men het 91-voud van het laatste cijfer aftrekt van het onderzochte getal, en elk 91-voud is deelbaar door 13. Deze test kan herhaald worden voor het verkregen getal, als dat te groot is om deelbaarheid door 13 direct vast te stellen,
- 14 als het getal even is en deelbaar door 7.
- 15 als het getal zowel deelbaar is door 3 als door 5.

Grote getallen kan men ook testen op deelbaarheid door 7 of 13 door de cijfers in groepen van 3 afwisselend op te tellen en af te trekken, en het resultaat te testen op deelbaarheid door 7 of 13. Zo is 2634717358 deelbaar door zowel 7 als 13, want 2 − 634 + 717 − 358 = −273 en 273 is zowel door 7 als door 13 deelbaar. Deze test berust op de gelijkheid 7 × 11 × 13=1001.
Er is een verband tussen deze regeltjes en de deelbaarheid van getallen nabij machten van 10:
- Als een getal een deler van 10n is, zijn de laatste n cijfers genoeg. (zie: 2, 4, 5, 8, 10)
- Als een getal een deler van 10n − 1 is, kan men de cijfersom per n-tal van getallen gebruiken. (zie: 3, 9)
- Als een getal een deler van 10n + 1 is, kan men de 'afwisselende cijfersom' per n-tal van getallen gebruiken. (zie: 11, 7, 13)
- Als het getal het product is van 2 getallen die relatief priem zijn, kan men naar die factoren afzonderlijk kijken. (zie: 6, 12)

Met behulp van deze regels kan men desgewenst zelf deelbaarheidsregels voor andere talstelsels dan het tientallige bepalen. Zo is bijvoorbeeld een getal deelbaar door 7, als de som van de cijfers in het octale talstelsel deelbaar is door 7 (naar analogie met deelbaarheid door 9 en het decimale talstelsel).